# Cầy mangut vằn
Mungos mungo là một loài động vật có vú trong họ Cầy mangut, bộ Ăn thịt. Loài này được Gmelin mô tả năm 1788.
Loài này thường được tìm thấy ở miền Trung và miền đông châu Phi. Chúng sinh sống ở thảo nguyên, rừng và trảng cỏ và ăn chủ yếu là bọ cánh cứng và cuốn chiếu.

## Hình ảnh

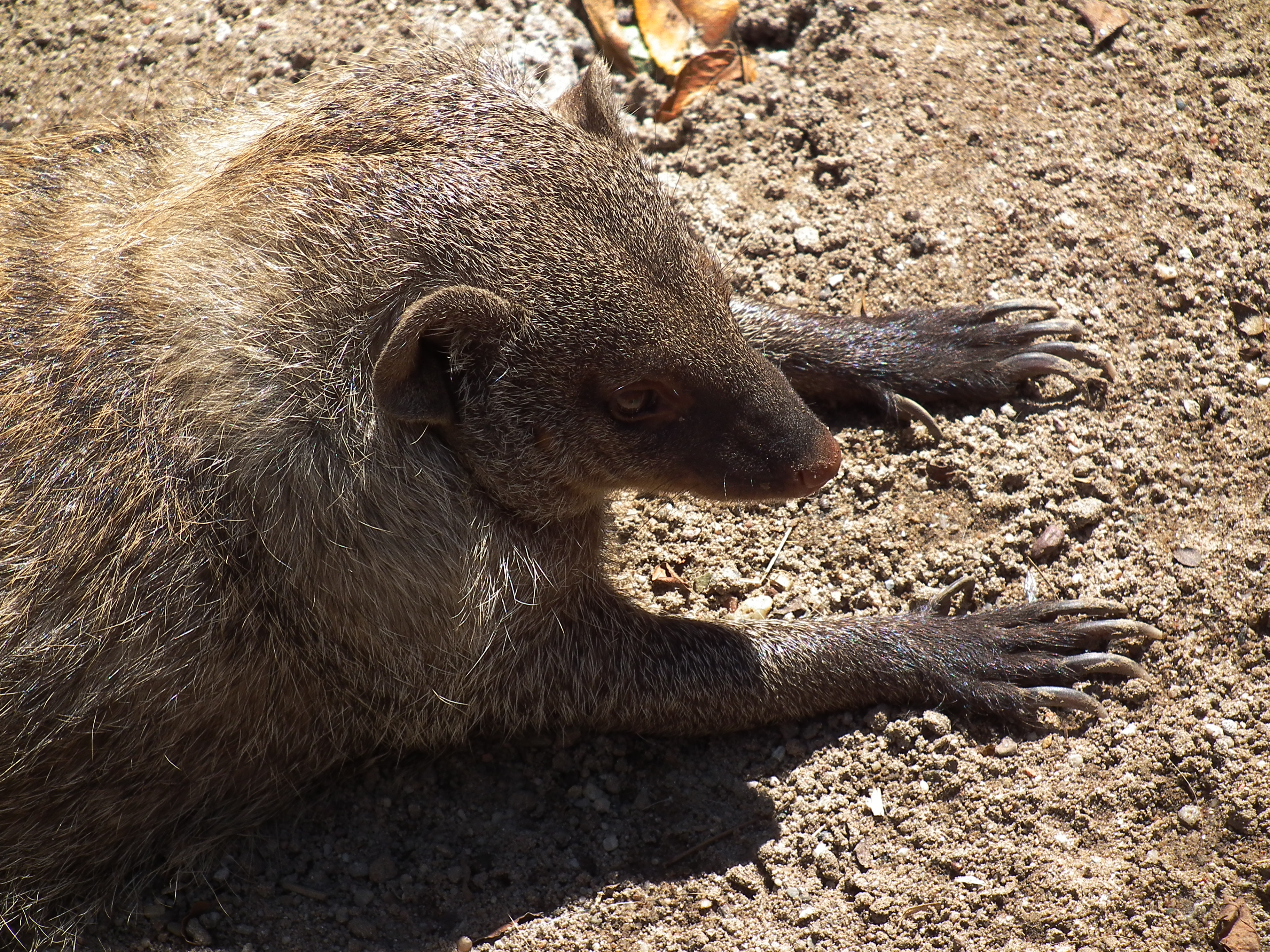
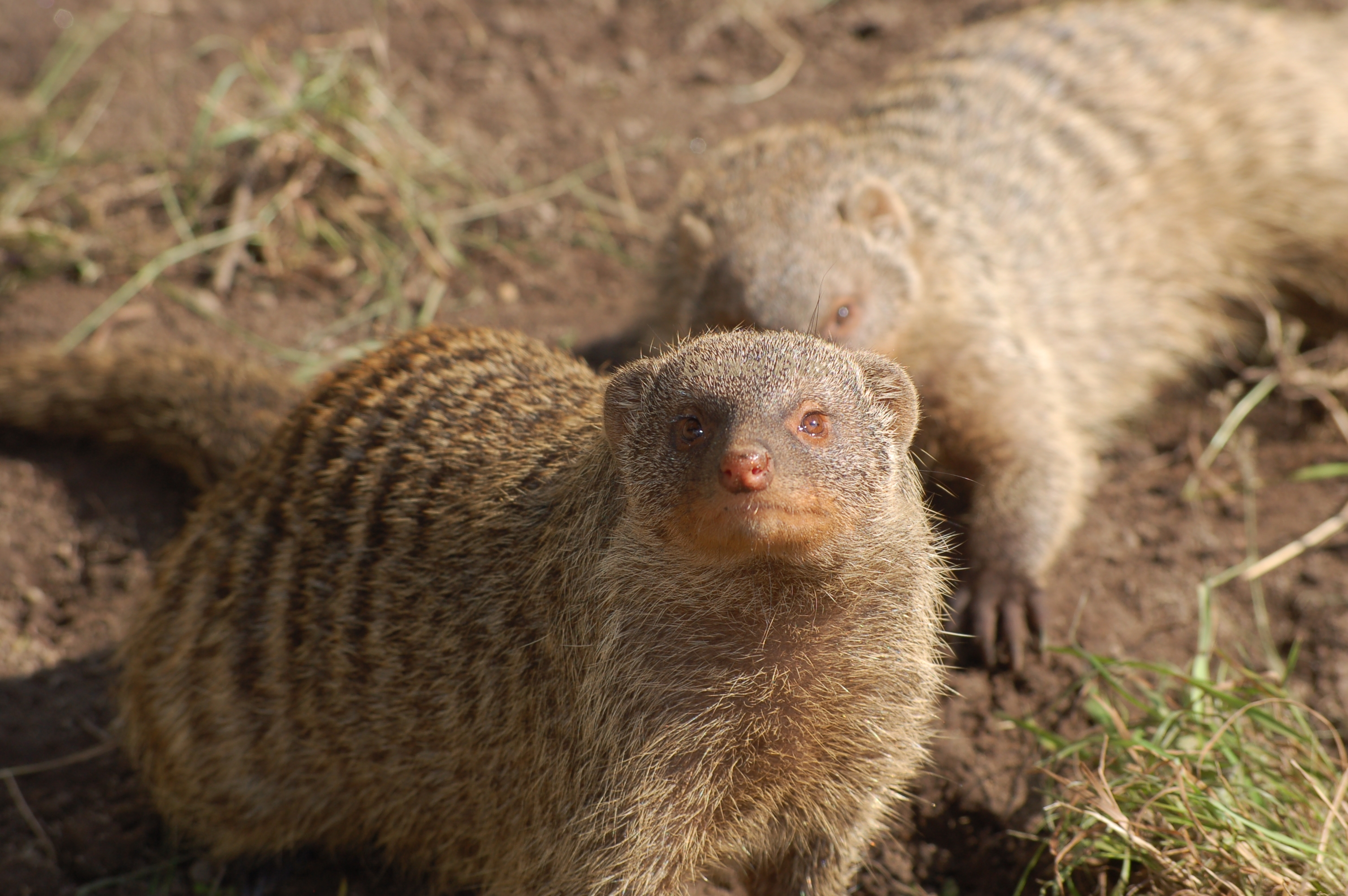
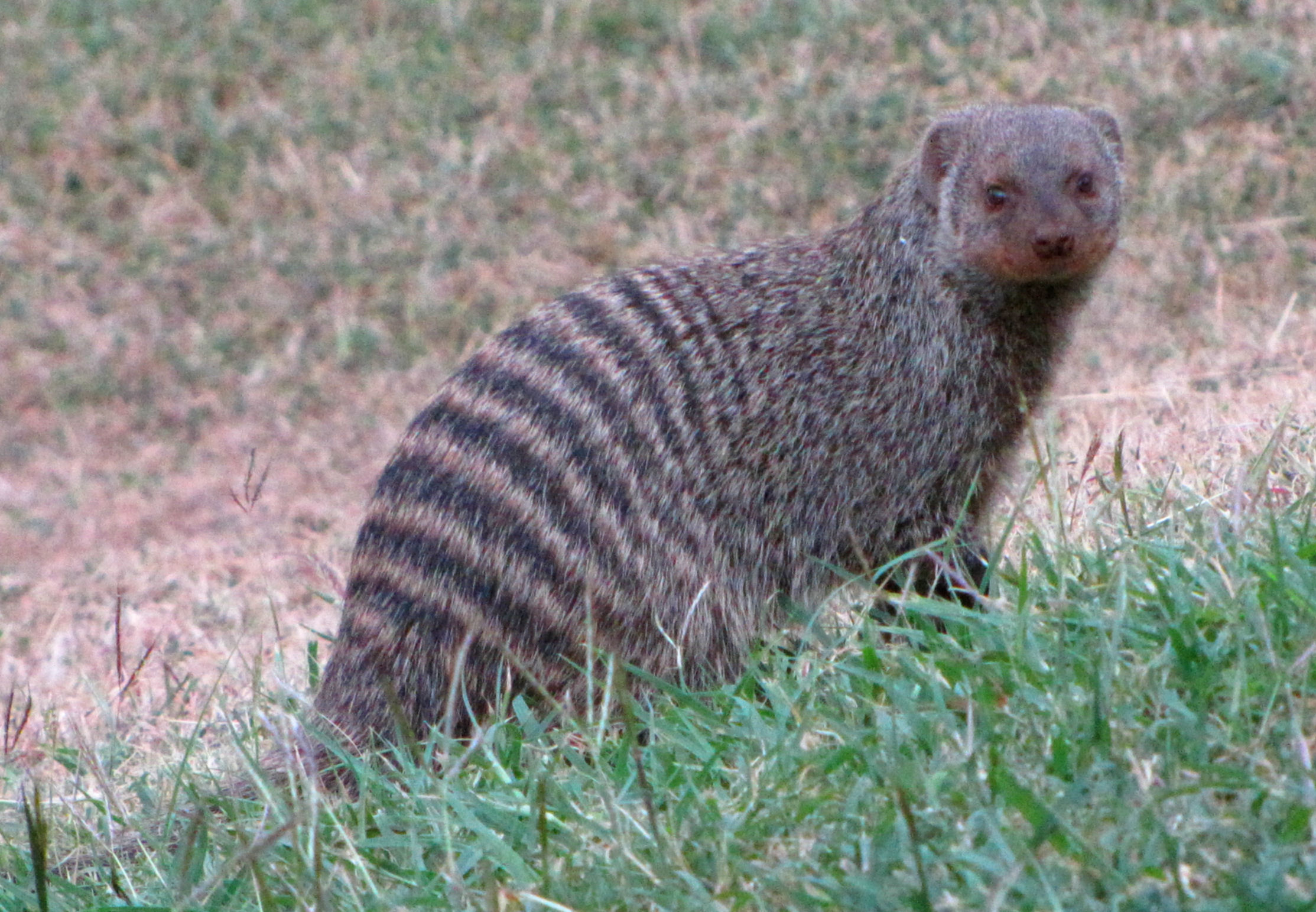
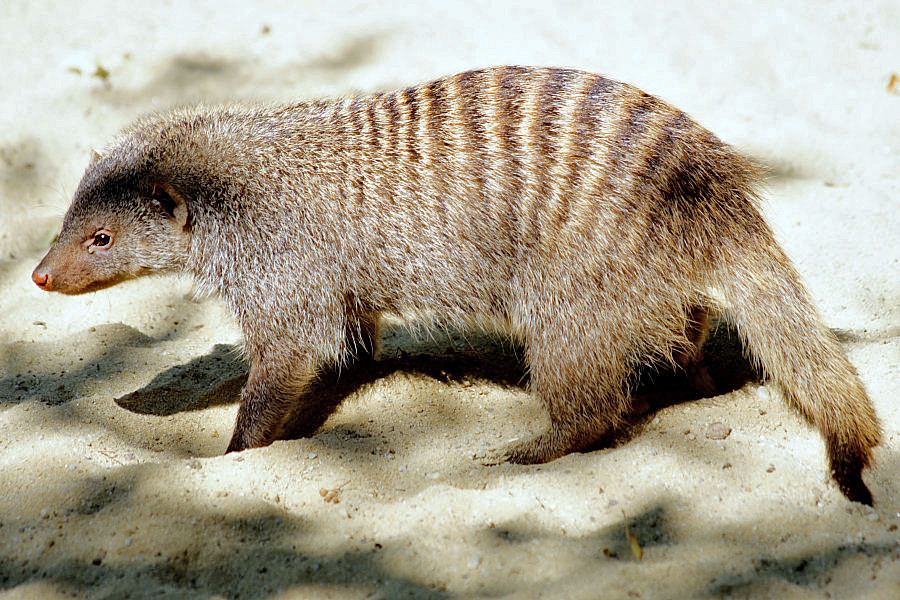
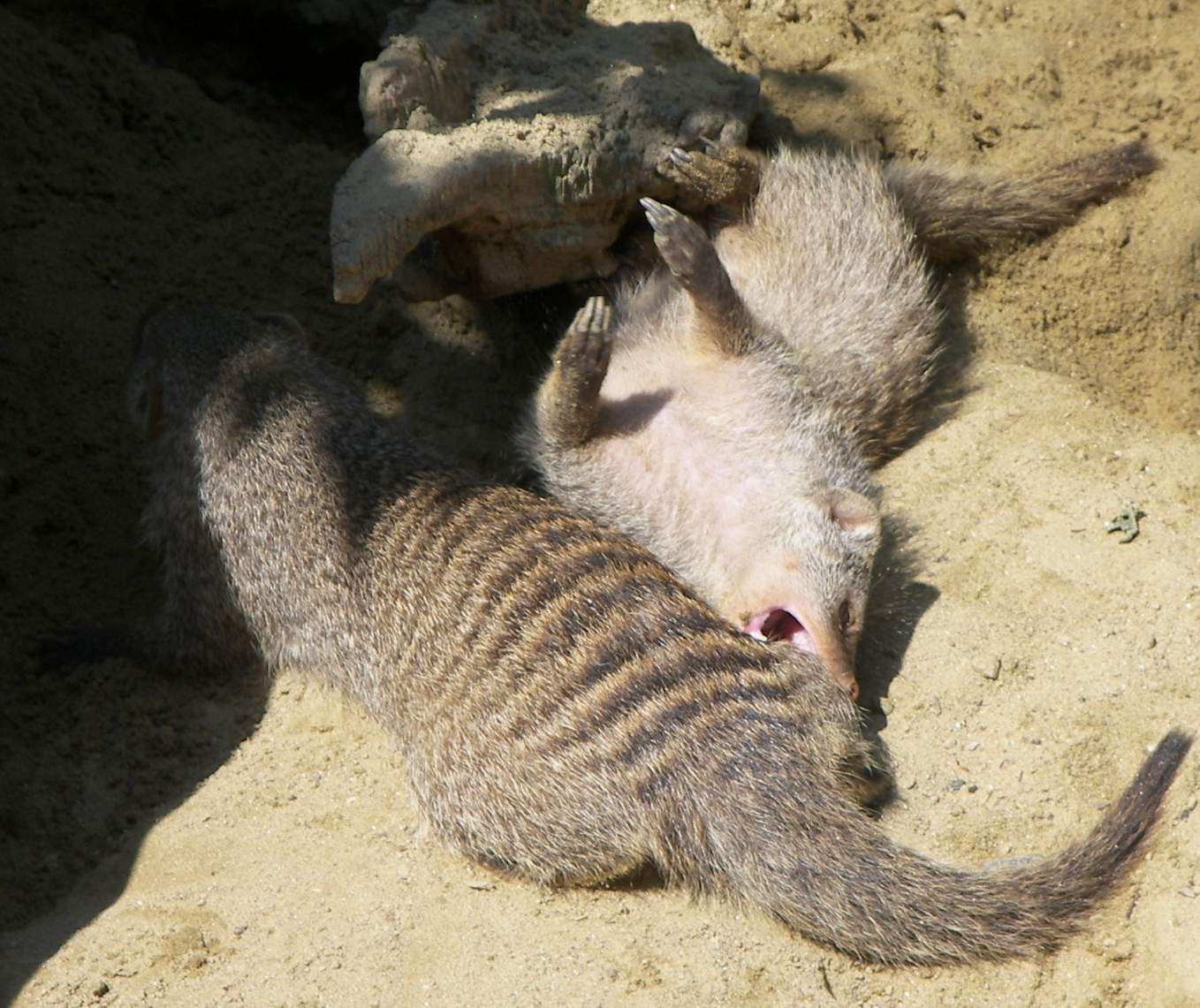